# Meslay (Loir-et-Cher)
Meslay település Franciaországban, Loir-et-Cher megyében. Lakosainak száma 302 fő (2022. január 1.). Meslay Areines, Coulommiers-la-Tour, Rocé, Saint-Firmin-des-Prés és Saint-Ouen községekkel határos.

## Népesség
A település népességének változása:
| Lakosok száma | 233  | 344  | 329  | 299  | 310  | 310  | 312  | 312  | 313  | 302  |
|               | 1968 | 1982 | 1990 | 2006 | 2013 | 2015 | 2017 | 2019 | 2020 | 2022 |